# San Marcos Nepantla
San Marcos Nepantla är en ort i Mexiko, tillhörande kommunen Acolman i delstaten Mexiko. San Marcos Nepantla ligger i den centrala delen av landet och tillhör Mexico Citys storstadsområde. Orten hade 4 116 invånare vid folkräkningen 2010.